# Albert Schmidt (Architekt)

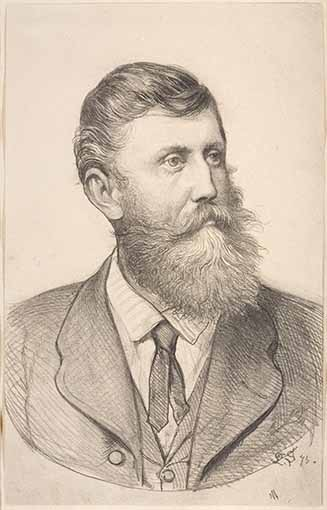
Albert Schmidt

Albert Schmidt (* 15. September 1841 in Sonneberg; † 16. April 1913 in München) war ein deutscher Architekt und Bauunternehmer.

## Leben
Nach dem Besuch der Sonneberger Volksschule und der Oberschule gab Schmidt zunächst dem Willen seines Vaters nach und begann eine kaufmännische Lehre. Mitten in der Lehrzeit brach er diese ab und nahm anschließend eine Lehrstelle im Baugeschäft seines Vaters an. 1865, nach seiner Trauung mit seiner Cousine Adelheid Hutschenreuther, zog er nach München, wo er zunächst als Maurer tätig war und abends baugewerbliche Schulen besuchte. Dort lernte er auch den bekannten Baumeister Rudolf Gottgetreu kennen, welcher Schmidt am Münchner Polytechnikum mehrere Jahre als Privatassistenten beschäftigte. Sein Gehalt nutzte er zur Finanzierung von Studienreisen nach Prag und Italien, von wo er einige Stadtansichten und selbstverfertigte Aquarelle mitbrachte, die im Münchner Kunstverein ausgestellt wurden. Unter Gottgetreus Leitung vervollständigte Schmidt auch seine Ausbildung. 1870 wurde er Teilhaber am Baugeschäft „Del Bondio“ und leitete es als führender Architekt. Zwei Jahre später gründete er ein eigenes Baugeschäft, dem er infolge großer Bauaufträge weitere Münchner und Sonneberger Baugeschäfte angliederte.
1872 starb Schmidts erste Frau, mit der er drei Kinder hatte, er heiratete später die Münchnerin Franziska Mathilde. Aus dieser Ehe gingen weitere zwölf Kinder hervor. 1913 starb Schmidt nach einer schweren Operation in der Privatklinik Carolinum in München.

## Ehrungen
Viele Ehrungen und staatliche Ordensauszeichnungen waren Folge von Schmidts langjähriger Tätigkeit als Architekt und Künstler. Er war Ehrenmitglied der königlichen Akademie der bildenden Künste in München und erhielt die „Bayrische Goldene Medaille für Kunst und Wissenschaft“, „Königlicher Professor“ (1888), das Ritterkreuz I. Klasse des königlich bayerischen Verdienstordens vom Hl. Michael (1879), „Ritterkreuz des herzoglich Sachsen-Ernstinischen Grusordens I. Klasse“ (1901), bekam den „Herzoglich Sächsische Verdienstkreuz für Kunst und Wissenschaft“ (1906) und die Prinzregent-Luitpold-Medaille mit der Krone in Silber (1911).

## Bauten
Anlässlich seines siebzigsten Geburtstages schrieb die „Deutsche Bauzeitung“: „[Sein Wirken] umfasst alle Arten von Bauten, des profanen wie des sakralen Gebiets“. 1888  übertrug ihm die israelitische Kultusgemeinde den Bau ihrer neuen Synagoge. Nach deren Vollendung erhielt er von der protestantischen Kirchengemeinde in München den Auftrag zum Bau einer großen Kirche, der St.-Lukas-Kirche (1893–1896). 1894 wurde die nach seinen Plänen errichtete Evangelisch-lutherische Christuskirche in Tegernsee fertig gestellt.
Des Weiteren sind zu nennen in München der Gasthof Stachus, das Kaufhaus Kustermann, der Löwenbräukeller (1882–1883), das Gebäude der Deutschen Bank (1896–1898), das Gebäude der Darmstädter Bank für Handel und Industrie, das Hochschloss Pähl bei Weilheim (1883–1885), das Schloss Oberfrauenau im Bayerischen Wald (1875–1884) sowie die Gebäude der Bayerischen Staatsbank in München (1893–94 und 1907–08), Augsburg und Ludwigshafen. In Sonneberg erbaute Schmidt die Villa Craemer, die heutige Musikschule Sonneberg, den heutigen Kindergarten in der Schanzstraße, zahlreiche Wohnhäuser, dazu Betriebseinrichtungen wie z. B. das Elektrizitätswerk in der Betelheckerstraße sowie die Sonnen- und Adlerapotheke und nicht zuletzt das Deutsche Spielzeugmuseum. Die Lohauschule bildete den Abschluss seines Schaffens in Sonneberg.

## Galerie der Bauten (Auswahl)

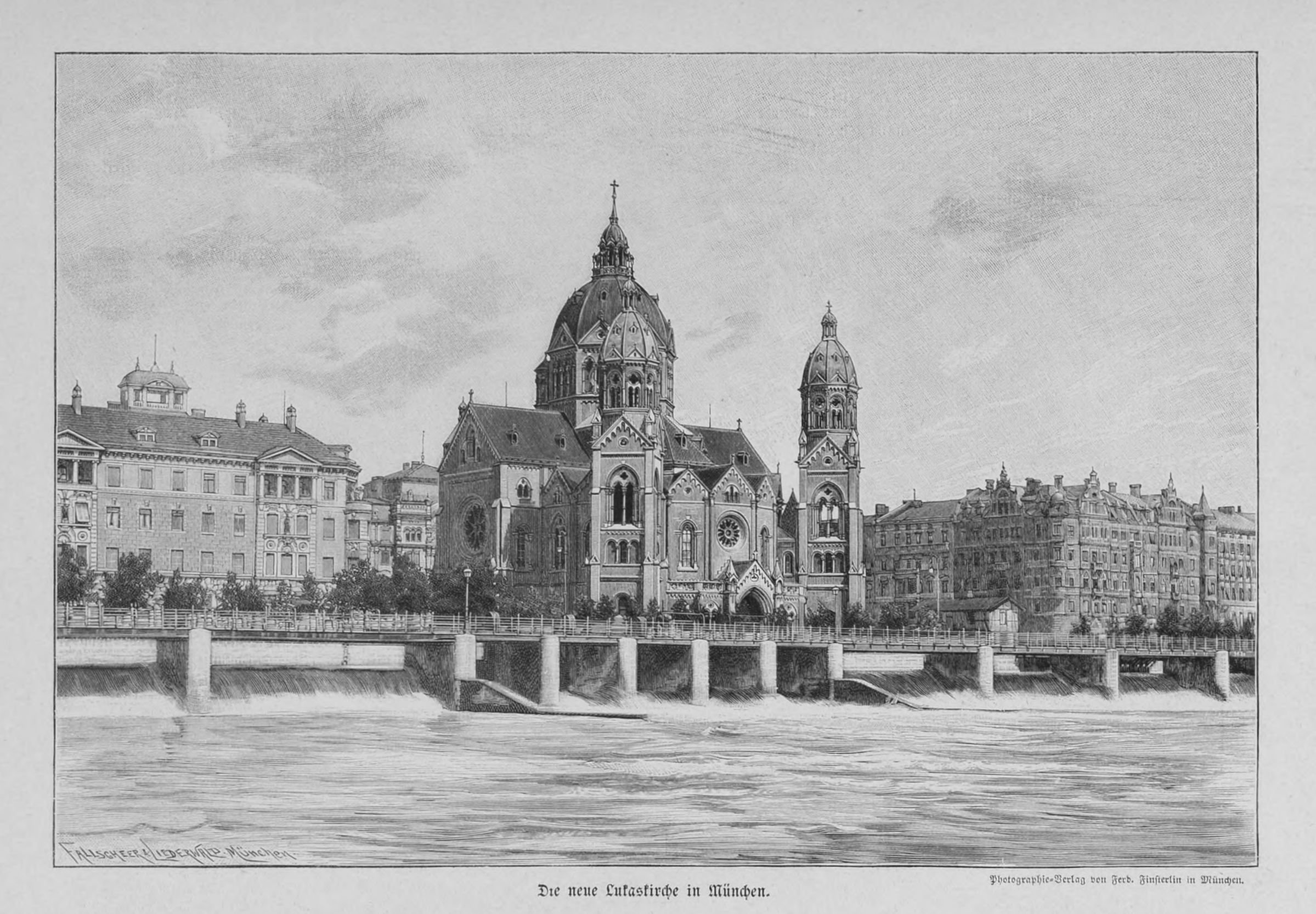
St.-Lukas-Kirche, 1893–1896, München
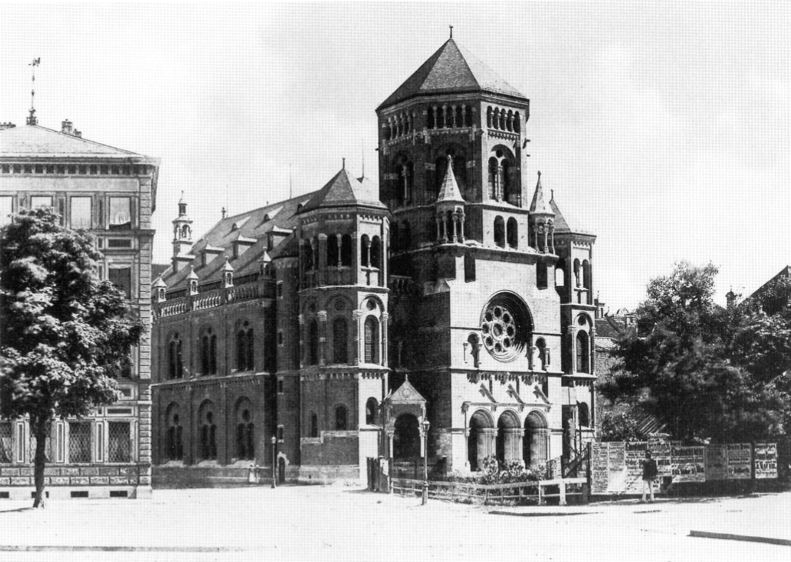
Hauptsynagoge, 1888, München
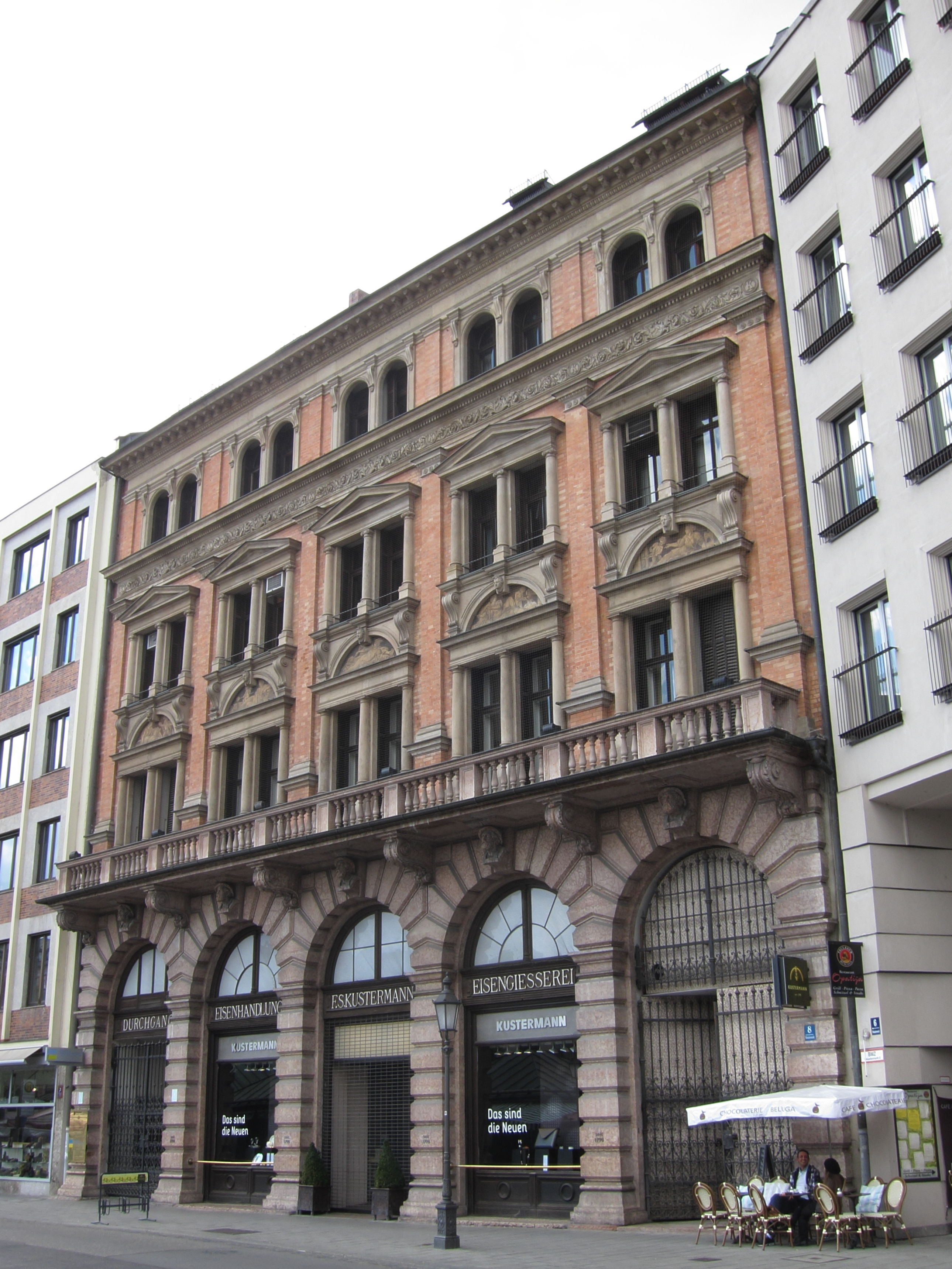
Geschäfts- und Wohnhaus Kustermann, 1876–1878, Viktualienmarkt, Muenchen
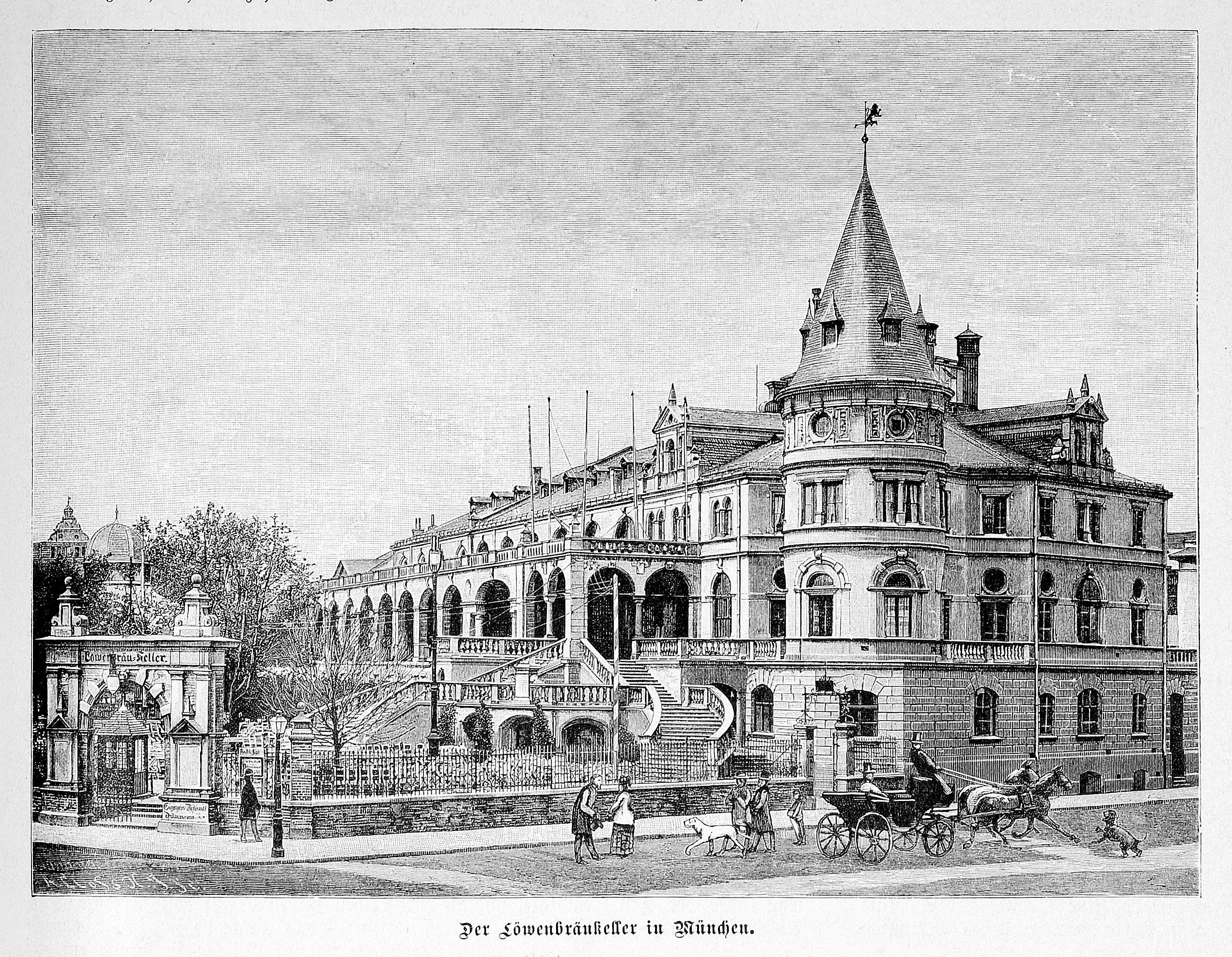
Löwenbräukeller (1883), am Stiglmaierplatz
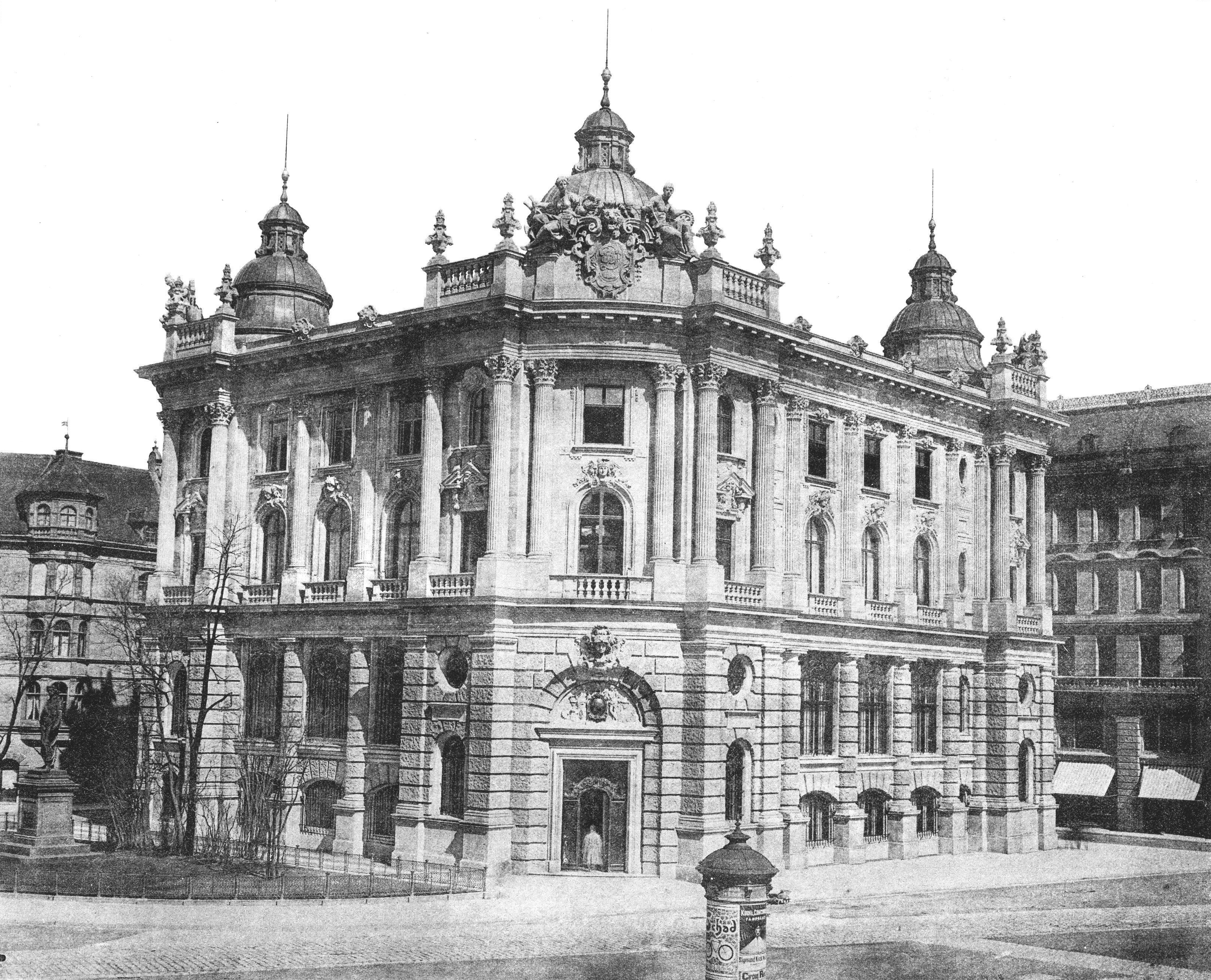
Alte Börse am Lenbachplatz in München